# Wapen van Boutersem
Het wapen van Boutersem is een keer aangepast. Het oude wapen werd in 1819 per Koninklijk Besluit bij de Vlaams-Brabantse gemeente in gebruik erkend. Het huidige wapen stamt uit 1986 en werd aangenomen naar aanleiding van een gemeentelijke fusie. Het wapen grijpt terug op zegels uit de periode van de Oostenrijkse Nederlanden.

## Blazoeneringen

### Oude wapen
Het oude wapen heeft bij de bevestiging geen tekst gekregen. Het eerste deel is van goud met daarop drie rode palen. Het tweede deel is groen van kleur met daarop drie maliën, of uitgeholde ruiten. Het wapen is gebaseerd op de wapens van de heren van Bergen op Zoom.
Het onderste deel werd reeds als wapen gebruikt door 'Hendrik II van Boutershem' (hij wordt al vermeld in 1186). Dit wapen zou er kunnen op wijzen dat zij zouden stammen uit een van de zeven Leuvense geslachten, namelijk de 'Verusalem's'.
Hendrik IV van Boutershem stelde rond 1253 een nieuw wapen samen, na zijn verheffing in de adelstand. Hij voegde het bovenste deel erbij; het gouden schildhoofd van de Berthout’s (zijn moeder was de dochter van Wauter Berthout, heer van Mechelen), waarop drie palen van keel (rood).
Het wapen van de heren van Bergen op Zoom is gebaseerd op het wapen van het geslacht 'van Boutershem'. Hendrik de VII was trouwens al heer van Bergen op Zoom, en na hem zijn zoon en kleinzoon.
Zijn achterkleindochter Johanna van Boutershem, gehuwd met Jan I van Glymes, was de laatste telg van het geslacht en droeg als laatste het wapen, vanaf dan werd het (licht aangepast) gebruikt door de volgende markiezen van Bergen op zoom.

### Huidige wapen
De blazoenering van het huidige wapen luidt als volgt:
In sinopel een geopende woontoren met puntdak van goud, gemetseld en met valhek van keel, geplaatst op een heuvel met zeven toppen (3 en 4) van zilver. Het schild getopt met een baronnenmuts van de Oostenrijkse Nederlanden.
Het wapen is groen van kleur met daarop een geheel van goud gemaakte toren met puntdak. Hierbij wordt niet vermeld dat de toren doorgaans zelf twee torentjes aan de zijkanten heeft met elk een eigen puntdakje. Het valhek en de voegen zijn rood van kleur. De toren staat op een zilveren heuvel met zeven toppen: drie boven en vier eronder. In plaats van een kroon bevindt zich boven het schild een baronnenmuts uit de tijd van de Oostenrijkse Nederlanden. Door het kleurgebruik (gouden toren op zilveren heuvel, rood valhek voor een groene achtergrond) kan het wapen gezien worden als een raadselwapen. Voor een raadselwapen, echter, dienen de metalen of de kleuren op elkaar geplaatst te zijn, en onderdelen mogen wel een andere kleur hebben.

## Geschiedenis
Het eerste wapen van de gemeente Boutersem was gelijk aan het wapen van de van Boutershem's, de Heren van de gelijknamige heerlijkheid. Zij werden later ook Heren van Bergen op Zoom en hun wapenschild werd (licht aangepast) verder gebruikt door de volgende heren van Bergen op Zoom. Zij hadden grote gebieden in Brabant , waaronder het markiezaat Bergen op Zoom, maar ook andere gebieden, zoals Walhain.
Het huidige wapen werd ook eerder gebruikt en is daarmee dus niet volledig nieuw. In 1366 zegelde de schepenbank van Boutersem met een zegel waarop een woontoren staat. Ook uit de jaren 1390 en 1503 zijn dergelijke zegels bekend. Kleuren zijn uit die tijd niet bekend. De huidige kleuren zijn gebaseerd op het wapen van de heren van Boutersem. Deze kleuren komen ook voor in het oude wapen. De baronnenmuts is toegevoegd omdat Boutersem in 1650 tot baronie werd verheven. De eerste baron was Jan Jacob d'Ittre de Caestre.

## Verwante wapens
De volgende wapens zijn eveneens verwant aan het wapen van de heren van Bergen op Zoom:

Wapen van Fijnaart en Heijningen
Het oude wapen van Fijnaart en Heijningen
Wapen van Rucphen
Het oude wapen van Rucphen
Wapen van Wouw
Wapen van Woensdrecht
Wapen van Standdaarbuiten
Wapen van Ossendrecht
Het wapen van Zemst